# Ecnomophlebia argyrospila
Ecnomophlebia argyrospila är en fjärilsart som beskrevs av Turner 1941. Ecnomophlebia argyrospila ingår i släktet Ecnomophlebia och familjen mätare. Inga underarter finns listade i Catalogue of Life.